# Vultee Aircraft
«Валти Эркрафт» (англ. Vultee Aircraft) — бывшая американская авиастроительная компания, основанная в 1939 году. В 1943 году произошло её слияние с Consolidated Aircraft, с образованием Consolidated-Vultee (Convair).

## История
Джерард «Джерри» Валти (Gerard «Jerry» Freebairn Vultee, 1900—1938) и Вэнс Бриз (Vance Breese, 1904—1973) основали[где?] в начале 1932 года Airplane Development Corporation, после того как American Airlines проявила большой интерес к прототипу шестиместного самолёта их конструкции V-1. Вскоре после этого Эрретт  Корд (Errett  Cord) купил все 500 акций компании, и Airplane Development Corporation стала дочерней компанией автомобилестроительной «Cord».
30 ноября 1934 года, в соответствии с «Законом о воздушной почте 1934 года», концерн AVCO учредил Авиационную производственную корпорацию (Aviation Manufacturing Corporation, AMC), путём приобретения холдингов Корда, в том числе корпорации Airplane Development Corporation. AMC была ликвидирована 1 января 1936 года, и тогда Vultee Aircraft Division была сформирована как автономное дочернее предприятие AVCO. Джерри Вулти был назначен вице-президентом и главным инженером. «Валти» приобрела активы несуществующей AMC, в том числе Lycoming Engines и Stinson Aircraft Company.
К 1937 году Джерри Валти возглавил свой собственный завод в Дауни (Калифорния), с более чем миллионом долларов заказов на V-1, V-1A и V-11.
«Валти» была первой компанией, которая строила самолёты на моторизованной сборочной линии, и первой, кто использовал женщин-рабочих на производственных должностях.
В 1939 году подразделение «Vultee Aircraft Division» реорганизуется в независимую компанию Vultee Aircraft, Inc.
В 1943 году — в ходе слияния Consolidated Aircraft и Vultee Aircraft создается Consolidated-Vultee (Convair), под управлением AVCO.

## Продукция
- Vultee V-1[англ.] — одномоторный цельнометаллический пассажирский самолёт на 8 пассажиров (произведено 25 машин (включая прототипы), в 1933—1936 гг.)[2]
- Vultee V-11 — штурмовик (также были закуплены СССР для копирования; с 1938 года китайская CAMCO начала выпуск их в Хэнъяне)
  - Vultee V-12 (1939) — развитие V-11
  - Vultee A-19 (или YA-19, обозначение в Воздушном корпусе[англ.], ВВС США) — лёгкий бомбардировщик
- V-48, Vultee P-66 Vanguard (1939, 146 ед.) — одномоторный истребитель
- V-54, Vultee BT-13 Valiant[англ.] (1939, 9525 ед.) — одномоторный учебный самолёт
- V-72, Vultee A-31 Vengeance (1941, 1931 ед.) — одномоторный пикирующий бомбардировщик
- V-84 (Vultee XP-54[англ.]) (1943, 2 экз.) — прототип истребителя с толкающим винтом
- V-90, Vultee XA-41[англ.] (1944, 1 экз.) — прототип одномоторного пикирующего бомбардировщика
- Consolidated TBY Sea Wolf[англ.] (1944, 180 ед.) — лицензионная копия Vought TBU
- Vultee XP-68 Tornado[англ.] — проект истребителя с толкающим винтом, развитие V-84

см. также Список самолётов (T-Z)#Vultee